# Frank Mathers Trophy
Il Frank Mathers Trophy è un premio annuale della American Hockey League che viene assegnato alla squadra con il record migliore della Eastern Conference. In precedenza il premio è stato assegnato alle squadre vincitrici della Southern Division (1996), della  Mid-Atlantic Division (1997-2001), della South Division (2002-2003), della Eastern Conference (2004-2011) e della East Division (2012-2015).
Il premio è un omaggio all'ex giocatore, allenatore, general manager e presidente degli Hershey Bears Frank Mathers.

## Vincitori
| Vittorie | Squadra             |
| -------- | ------------------- |
| 4        | Hershey Bears       |
| 3        | Norfolk Admirals    |
| 3        | Phila. Phantoms     |
| 1        | Toronto Marlies     |
| 1        | Binghamton Sen.s    |
| 1        | Syracuse Crunch     |
| 1        | WBS Penguins        |
| 1        | Providence Bruins   |
| 1        | Portland Pirates    |
| 1        | Manchester Monarchs |
| 1        | Hartford Wolf Pack  |
| 1        | Rochester Americans |
| 1        | KY Thoroughblades   |
| 1        | Binghamton Rangers  |

### Campioni della Southern Division (1996)
| Stagione | Squadra            | Titolo |
| -------- | ------------------ | ------ |
| 1995-96  | Binghamton Rangers | 1      |

### Campioni della Mid-Atlantic Division (1997-2001)
| Stagione  | Squadra             | Titolo |
| --------- | ------------------- | ------ |
| 1996-97   | Phila. Phantoms     | 1      |
| 1997-98   | Phila. Phantoms     | 2      |
| 1998-99   | Phila. Phantoms     | 3      |
| 1999-2000 | KY Thoroughblades   | 1      |
| 2000-01   | Rochester Americans | 1      |

### Campioni della South Division (2002-2003)
| Stagione | Squadra          | Titolo |
| -------- | ---------------- | ------ |
| 2001-02  | Norfolk Admirals | 1      |
| 2002-03  | Norfolk Admirals | 2      |

### Campioni della stagione regolare in Eastern Conference (2004-2011)
| Stagione | Squadra             | Titolo |
| -------- | ------------------- | ------ |
| 2003-04  | Hartford Wolf Pack  | 1      |
| 2004-05  | Manchester Monarchs | 1      |
| 2005-06  | Portland Pirates    | 1      |
| 2006-07  | Hershey Bears       | 1      |
| 2007-08  | Providence Bruins   | 1      |
| 2008-09  | Hershey Bears       | 2      |
| 2009-10  | Hershey Bears       | 3      |
| 2010-11  | WBS Penguins        | 1      |

### Campioni della East Division (2012-2015)
| Stagione | Squadra          | Titolo |
| -------- | ---------------- | ------ |
| 2011-12  | Norfolk Admirals | 3      |
| 2012-13  | Syracuse Crunch  | 1      |
| 2013-14  | Binghamton Sen.s | 1      |
| 2014-15  | Hershey Bears    | 4      |

### Campioni della stagione regolare in Eastern Conference (2016-)
| Stagione | Squadra         | Titolo |
| -------- | --------------- | ------ |
| 2015-16  | Toronto Marlies | 1      |